# Sammy Kitwara
Sammy Kitwara (Marakwet, 26 november 1986) is een Keniaanse langeafstandsloper, die gespecialiseerd is in het veldlopen. Hij kreeg in Nederland mede bekendheid door het winnen van de Dam-tot-Damloop (2008). Hij behoort tot de snelste atleten op de halve marathon.

## Loopbaan
In 2007 werd Kitwara derde op de 10.000 m bij de Keniaanse kampioenschappen. Met een tijd van 28.11,6 eindigde hij achter Joseph Birech (goud) en Edward Muge (zilver).
Op zondag 21 september 2008 won hij de Dam-tot-Damloop. Hij slaagde er in de slotfase in om bij de Ethiopiër Ayele Abshero weg te lopen en finishte als eerste in Zaandam in een tijd van 45 minuten en 17 seconden. Hierbij bleef hij ook de eerste vrouw, zijn landgenote Peninah Arusei, voor die 5 minuten en 46 seconden eerder gestart was en in 51.21 finishte.
Op zondag 1 maart 2009 won Kitwara de befaamde World best 10K in San Juan Puerto Rico. Hij liep een tijd van 27.26 en verbeterde daarmee het parcoursrecord. In 2010 verdiende hij 100.000 dollar met zijn tweede plaats in de halve marathon van Abu Dhabi.
Op 20 maart 2016 won Kitwara de halve marathon van Lissabon in een tijd van 59.47. Later dat jaar werd hij tweede in de marathon van Amsterdam.

## Titels
- Keniaans kampioen 10.000 m - 2009

## Persoonlijke records
Baan
| Onderdeel | Tijd     | Datum        | Plaats  |
| --------- | -------- | ------------ | ------- |
| 5000 m    | 13.34,0  | 7 juni 2008  | Nairobi |
| 10.000 m  | 27.44,46 | 27 juni 2009 | Nairobi |

Weg
| Onderdeel      | Tijd    | Datum             | Plaats       |
| -------------- | ------- | ----------------- | ------------ |
| 10 km          | 27.11   | 26 september 2010 | Utrecht      |
| 15 km          | 41.54   | 13 september 2009 | Rotterdam    |
| 20 km          | 55.59   | 13 september 2009 | Rotterdam    |
| halve marathon | 58.48   | 18 september 2011 | Philadelphia |
| 25 km          | 1:13.17 | 13 oktober 2013   | Chicago      |
| 30 km          | 1:28.05 | 13 oktober 2013   | Chicago      |
| marathon       | 2:04.28 | 12 oktober 2014   | Chicago      |

## Palmares

### 5000 m
- 2007:  Athletics Kenya Weekend Meet - 14.03,3
- 2011:  Keniaanse politiekamp. - 13.49,74
- 2011: 9e Keniaanse WK Trials - 13.39,35

### 10.000 m
- 2007:  Keniaanse kamp. - 28.11,6
- 2008: 5e Keniaanse olympische Trials - 28.12,26
- 2009:  Keniaanse kamp. - 27.44,46

### 10 km
- 2008:  Nike Hilversum City Run - 28.26
- 2008:  Ouezzane - 28.26
- 2008:  Singelloop Utrecht - 27.44
- 2009:  World Best 10K San Juan Puerto Rico - 27.26
- 2009:  Abraham Rosa International in Toa Baja - 28.32
- 2009:  Atlanta Journal-Constitution Peachtree - 27.22
- 2010:  World's Best in San Juan - 27.42,0
- 2010:  Abraham Rosa International in Toa Baja - 29.26
- 2010:  Singelloop Utrecht - 27.10,1
- 2011:  World's Best in San Juan - 27.34,7
- 2011:  Abraham Rosa International in Toa Baja - 28.47
- 2011:  Peachtree Road Race in Atlanta - 28.05
- 2012:  World's Best in San Juan - 28.01,7
- 2012:  Abraham Rosa International in Toa Baja - 29.03
- 2013:  World's Best in San Juan - 28.42
- 2013:  Abraham Rosa International in Toa Baja - 29.16
- 2013: 4e AJC Peachtree Road Race in Atlanta - 28.17
- 2014:  Abraham Rosa International in Toa Baja - 28.31
- 2015:  World Best 10K San Juan Puerto Rico - 28.51

### 12 km
- 2009:  Bay to Breakers (12 km) – 33.31
- 2010:  Bay to Breakers (12 km) – 34.15
- 2012:  Bay to Breakers (12 km) – 34.41

### 15 km
- 2008:  Montferland Run - 43.42

### 10 Engelse mijl
- 2008:  Dam tot Damloop - 45.16

### 20 km
- 2008:  20 km van Parijs - 57.42

### halve marathon
- 2008:  halve marathon van Vitry-sur-Seine - 1:01.14
- 2008:  halve marathon van Rabat - 1:00.54
- 2008:  halve marathon van Seremban - 1:05.55
- 2009:  City-Pier-City Loop - 59.47
- 2009:  halve marathon van Rotterdam - 58.58
- 2009: 10e WK in Birmingham - 1:01.59
- 2010:  Zayed International in Abu Dhabi - 59.34
- 2010:  halve marathon van Lissabon - 59.47
- 2010:  WK in Nanning - 1:00.22
- 2011:  halve marathon van Philadelphia - 58.48
- 2011: 7e City-Pier-City Loop - 1:00.26
- 2011: 4e halve marathon van New Delhi - 1:00.09
- 2013: 6e halve marathon van Egmond - 1:02.25
- 2014:  halve marathon van Luanda - 1:00.24
- 2015:  halve marathon van Luanda - 1:00.25
- 2016:  halve marathon van Lissabon - 59.47
- 2016: 16e halve marathon van Kopenhagen - 1:02.25
- 2018: 15e halve marathon van Lissabon - 1:01.12

### marathon
- 2012: 4e Chicago Marathon - 2:05.54
- 2013:  marathon van Rotterdam - 2:07.22
- 2013:  Chicago Marathon - 2:05.16
- 2014:  marathon van Tokio - 2:06.30
- 2014:  Chicago Marathon - 2:04.28
- 2015: 6e marathon van Londen - 2:07.43
- 2015:  Chicago Marathon - 2:09.50
- 2016: 6e Boston Marathon - 2:16.43
- 2016:  marathon van Amsterdam - 2:05.45
- 2016:  marathon van Taipei - 2:09.59
- 2017:  marathon van Valencia - 2:05.15
- 2018: 7e marathon van Valencia - 2:06.21
- 2019: 7e marathon van Seoel - 2:09.52

### veldlopen
- 2007: 4e AK Cross Country meeting (12 km) - 37.22,2
- 2007: 5e AK Cross Country Meeting (12 km) - 37.00